# 6G busz (Salgótarján)
A salgótarjáni 6G jelzésű autóbuszok az Északi forduló és Camping telep között közlekedtek. 

## Története
A 6G jelzésű járat 1981.október 5-én indult az akkori belvárosi helyi járat autóbuszvégállomásról (később: Északi forduló) a Beszterce-lakótelepre, a délutáni csúcsidőben közlekedett, 10 percenként. A járat a Főtéri és a Béke telepi buszmegállók között nem állt meg, ezzel is biztosítva a Beszterce-lakótelep és a belváros gyorsabb elérhetőségét, és az új lakótelep által jelentkező többlet utasmennyiség kényelmes elszállítását. A járat az 1990-es évek eléjén szűnhetett meg.

## Megállóhelyei
| 6G (Északi forduló – Camping telep) |                                                                  |                                                                                  | |
| Sorszám                             | Megállóhely                                                      | Feltételezett átszállási kapcsolatok a járat bevezetésekor                       | Feltételezett átszállási kapcsolatok a járat megszűnésekor                                                |
| 0                                   | Északi forduló 1988-ig: Helyi járati autóbusz-állomás végállomás | 1, 2, 2A, 2B, 3, 3A, 3B, 3C, 3Y, 4, 6, 7, 7A, 8, 9, 10, 11, 11A, 11B Salgótarján | 1, 1A, 1B, 2, 2A, 2T, 3A, 3D, 3C, 3Y, 3E, 3G, 4, 6, 7, 7A, 8, 9, 9A, 9B, 9C, 10, 11, 11A, 11B Salgótarján |
| 1                                   | Fő tér                                                           | 1, M1, M3, 6, M6, M7, 7A, 11, 11A, 11B, 14                                       | 1, 1A, 1B, 6, 7A, 11, 11A, 11B, 13, 13A, 14, 31, 36, 37, 63, 70                                           |
| 2                                   | Béke telep                                                       | 6, M6, M6A, 11, 11A, 11B                                                         | 6, 11, 11A, 11B, 36, 61, 63                                                                               |
| 3                                   | Beszterce-lakótelep                                              | 6, M6, M6A, 11, 11A, 11B                                                         | 6, 11, 11A, 11B, 36, 61, 63                                                                               |
| 4                                   | Strandfürdő                                                      | 6, M6, M6A                                                                       | 6, 36, 61, 63                                                                                             |
| 5                                   | Camping telep végállomás                                         | 6, M6, M6A                                                                       | 6, 36, 61, 63                                                                                             |